# Escarabat goliat
Goliathus és un gènere de coleòpters polífags de la família dels escarabèids
coneguts popularment com a escarabats goliat donada la seva grandària, essent els insectes actuals més grossos, encara que no els de major longitud. Un escarabat goliat adult amida de 5 a 11 centímetres de longitud, i arriba a pesar 150 grams. Són els insectes més pesats del planeta, tan grans que quan volen produeixen un so que recorda al d'un helicòpter.

## Història natural
Viuen en la major part de les selves africanes, i s'alimenten de nèctar i pol·len, així com de fruita i de saba. Les seves larves necessiten un aliment més ric en proteïnes, com cadàvers en putrefacció.